# هاكر (فلم)
هاكر (بالإنجليزية: Hacker) هو فيلم جريمة صدر عام 2016، وهو من إخراج أكاي ساتايف وتمثيل كالان مكاولفي، ولورين نيكلسون، ودانيال إيريك غولد، وكليفتون كولينز جونيور. 
يتناول الفيلم قصة بعض الشباب الذين يتورطون بعدة جرائم على الإنترنت والإنترنيت العميق في تورونتو وهونغ كونغ ونيويورك وبانكوك، والقصة مأخوذة من حادثة حقيقية.

## روابط خارجية
- مقالات تستعمل روابط فنية بلا صلة مع ويكي بيانات